# MSHTML
MSHTML (componente mshtml.dll, también conocido con el nombre en clave Trident) es un componente de Internet Explorer que lleva a cabo las funciones de operatividad básica del navegador, en concreto, el filtrado y el renderizado de los documentos web, HTML, Hojas de estilo en cascada, entre otras funcionalidades. Asimismo permite integración con otras aplicaciones para Microsoft Windows mediante la exposición de una API de documento activo.